# Hàm tri

Hàm tri.

Hàm tri hay còn gọi là hàm tam giác là một hàm số toán học được định nghĩa như sau:
{\displaystyle {\begin{aligned}\operatorname {tri} (t)=\land (t)\quad &{\overset {\underset {\mathrm {def} }{}}{=}}\ \max(1-|t|,0)\\&={\begin{cases}1-|t|,&|t|<1\\0,&{\mbox{khác}}\end{cases}}\end{aligned}}}
Hoặc tương đương với tích chập của 2 hàm rect đơn vị giống nhau:
{\displaystyle {\begin{aligned}\operatorname {tri} (t)=\operatorname {rect} (t)*\operatorname {rect} (t)\quad &{\overset {\underset {\mathrm {def} }{}}{=}}\int _{-\infty }^{\infty }\mathrm {rect} (\tau )\cdot \mathrm {rect} (t-\tau )\ d\tau \\&=\int _{-\infty }^{\infty }\mathrm {rect} (\tau )\cdot \mathrm {rect} (\tau -t)\ d\tau .\end{aligned}}}

Tích chập của 2 hàm rect là 1 hàm tri.

Hàm tri cũng có thể được biểu diễn bởi hàm rect và hàm trị tuyệt đối:
{\displaystyle \operatorname {tri} (t)=\operatorname {rect} (t/2)\left(1-\left|t\right|\right)}
Hàm số này được sử dụng nhiều trong xử lý tín hiệu và kỹ thuật truyền thông.

## Mở rộng
Với các giá trị {\displaystyle a\neq 0\,} :
{\displaystyle {\begin{aligned}\operatorname {tri} (t/a)&=\int _{-\infty }^{\infty }\mathrm {rect} (\tau )\cdot \mathrm {rect} (\tau -t/a)\ d\tau \\&={\begin{cases}1-|t/a|,&|t|<|a|\\0,&{\mbox{khác}}.\end{cases}}\end{aligned}}}

## Biến đổi Fourier
Biển đổi Fourier dễ dàng bằng cách sử dụng công thức tích chập của 2 hàm rect:
{\displaystyle {\begin{aligned}{\mathcal {F}}\{\operatorname {tri} (t)\}&={\mathcal {F}}\{\operatorname {rect} (t)*\operatorname {rect} (t)\}\\&={\mathcal {F}}\{\operatorname {rect} (t)\}\cdot {\mathcal {F}}\{\operatorname {rect} (t)\}\\&={\mathcal {F}}\{\operatorname {rect} (t)\}^{2}\\&=\mathrm {si} ^{2}(f).\end{aligned}}}
với si là hàm sinc không chuẩn.